# بيرو أنتيتش
بيرو أنتيتش (بالمقدونية: Перо Антиќ)‏ مواليد 29 يوليو 1982 في سكوبيه، جمهورية يوغوسلافيا الاشتراكية الاتحادية، هو لاعب كرة سلة محترف مقدوني بدأ مسيرته الاحترافية في سنة 1999 ويحمل الرقم 12. يبلغ طوله 6 قدم 11 بوصة (2.1 م).

## فرق لعب لها
- لوكوموتيف كوبان
- نادي أولمبياكوس لكرة السلة
- أتلانتا هوكس
- فنربخشة لكرة السلة

## إحصائيات المسيرة

### الرابطة الوطنية لكرة السلة

#### الموسم الاعتيادي
| السنة   | الفريق       | لعب | بدأ | دقيقة | ميداني% | ثلاثية | حرة  | ارتداد | صنع | استلاب | تصدي | نقطة |
| ------- | ------------ | --- | --- | ----- | ------- | ------ | ---- | ------ | --- | ------ | ---- | ---- |
| 2013–14 | أتلانتا هوكس | 50  | 26  | 18.5  | .418    | .327   | .758 | 4.2    | 1.2 | .4     | .2   | 7.0  |
| 2014–15 | أتلانتا هوكس | 63  | 3   | 16.5  | .365    | .301   | .715 | 3.0    | .8  | .3     | .2   | 5.7  |
| المسيرة |              | 113 | 29  | 17.4  | .392    | .314   | .730 | 3.5    | .9  | .3     | .2   | 6.3  |

#### التصفيات
| السنة   | الفريق       | لعب | بدأ | دقيقة | ميداني% | ثلاثية | حرة  | ارتداد | صنع | استلاب | تصدي | نقطة |
| ------- | ------------ | --- | --- | ----- | ------- | ------ | ---- | ------ | --- | ------ | ---- | ---- |
| 2014    | أتلانتا هوكس | 7   | 7   | 24.3  | .167    | .120   | .625 | 3.9    | .7  | .7     | .4   | 3.1  |
| 2015    | أتلانتا هوكس | 15  | 1   | 13.3  | .320    | .344   | .800 | 2.9    | .3  | .1     | .2   | 4.2  |
| المسيرة |              | 22  | 8   | 16.8  | .250    | .246   | .758 | 3.2    | .4  | .3     | .3   | 3.9  |

## روابط خارجية
- بيرو أنتيتش على موقع الاتحاد الدولي لكرة السلة (الإنجليزية)
- بيرو أنتيتش على موقع الدوري الأوروبي لكرة السلة (الإنجليزية)
- بيرو أنتيتش على موقع إن بي أي (الإنجليزية)
- بيرو أنتيتش على موقع سبورتس رفرنس (الإنجليزية)
- بيرو أنتيتش على موقع كرة السلة الأوروبية.كوم (الإنجليزية)
- بيرو أنتيتش على موقع DraftExpress.com (الإنجليزية)
- بيرو أنتيتش على موقع إي إس بي إن.كوم (الإنجليزية)
- بيرو أنتيتش على موقع ريلجم (الإنجليزية)
- بيرو أنتيتش على موقع بروبوليرز (الإنجليزية)
- بيرو أنتيتش على موقع سبورتس رفرنس (الإنجليزية)